# 卡斯特拉爾

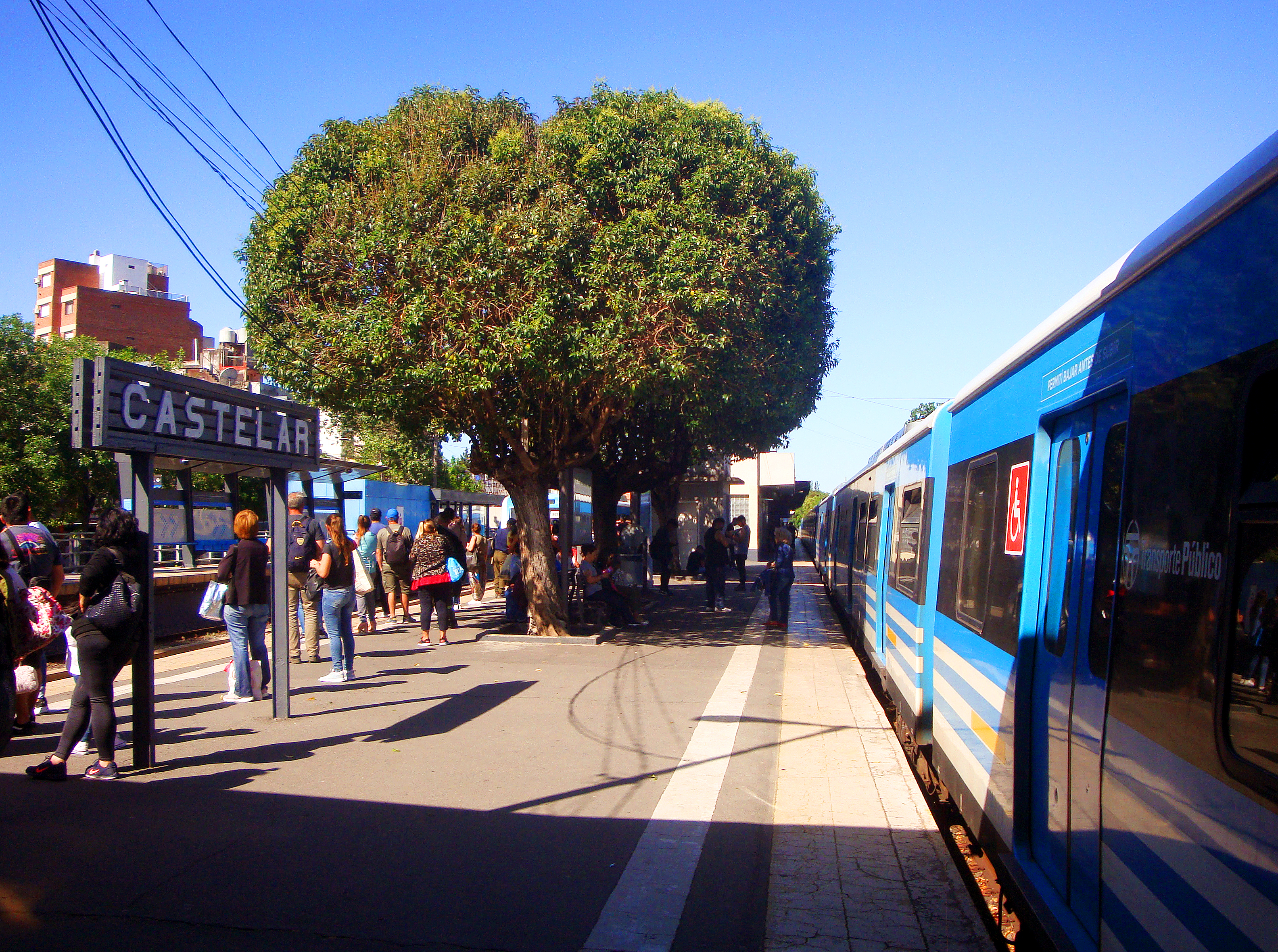
卡斯特拉爾

卡斯特拉爾（Castelar）是阿根廷的城市，位於該國東部，距離首都布宜諾斯艾利斯30公里，由布宜諾斯艾利斯省負責管轄，海拔高度28米，2001年人口104,019。

## 外部連結
- （西班牙文） Castelar railway station on Google Maps
- （西班牙文） Castelar digital
- （西班牙文） Historia y actualidad de Moron, Argentina （页面存档备份，存于）